# Alstroemeria longistyla
Alstroemeria longistyla är en alströmeriaväxtart som beskrevs av Joseph August Schenk. Alstroemeria longistyla ingår i släktet alströmerior, och familjen alströmeriaväxter. Inga underarter finns listade i Catalogue of Life.